# Liste der Kulturdenkmäler in Lambsborn
In der Liste der Kulturdenkmäler in Lambsborn sind alle Kulturdenkmäler der rheinland-pfälzischen Ortsgemeinde Lambsborn aufgeführt. Grundlage ist die Denkmalliste des Landes Rheinland-Pfalz (Stand: 21. Juli 2023).

## Einzeldenkmäler
| Bezeichnung                 | Lage                         | Baujahr                           | Beschreibung | Bild            |
| --------------------------- | ---------------------------- | --------------------------------- | --- | --------------- |
| Hofanlage                   | Bergstraße 3 Lage            | erste Hälfte des 19. Jahrhunderts | Einfirstanlage, teilweise Fachwerk, erste Hälfte des 19. Jahrhunderts (im Kern aus dem 17. oder 18. Jahrhundert?), ehemaliges Wirtschaftsgebäude, Rotsandstein, 19. Jahrhundert | BW              |
| Hofanlage                   | Hauptstraße 26 Lage          | spätes 18. Jahrhundert            | barocker Streckhof, im Kern aus dem späten 18. Jahrhundert, bezeichnet 1868 | BW              |
| Protestantische Pfarrkirche | Hauptstraße 50 Lage          | 1781/82                           | klassizistischer Saalbau, 1781/82, Baudirektor Friedrich Gerhard Wahl | Fotos hochladen |
| Kriegerdenkmal              | Hauptstraße, bei Nr. 50 Lage | 1920er Jahre                      | Kriegerdenkmal 1914/18, 1920er Jahre | BW              |
| Wohnhaus                    | Hauptstraße 52 Lage          | um 1870                           | ehemalige Schule; spätklassizistischer Putzbau, um 1870 | Fotos hochladen |